# 중국국민당 제1차 전국대표대회

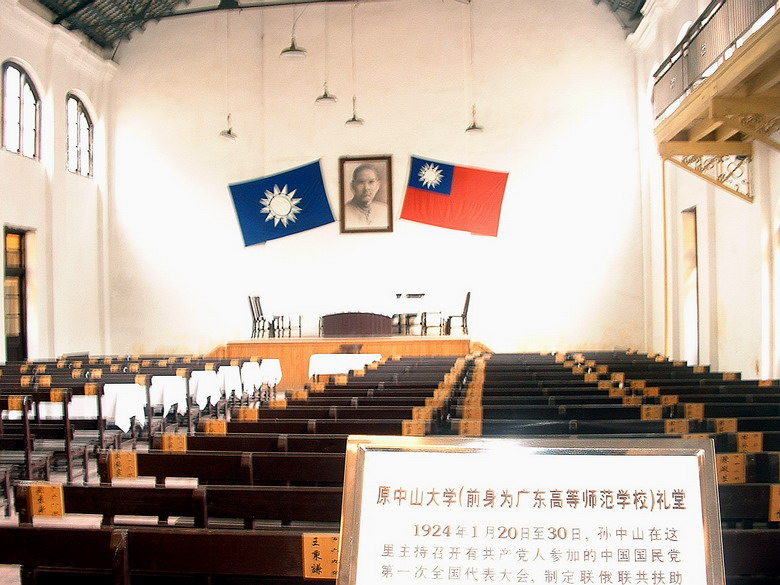
중국국민당 제1차 전국대표대회 장소

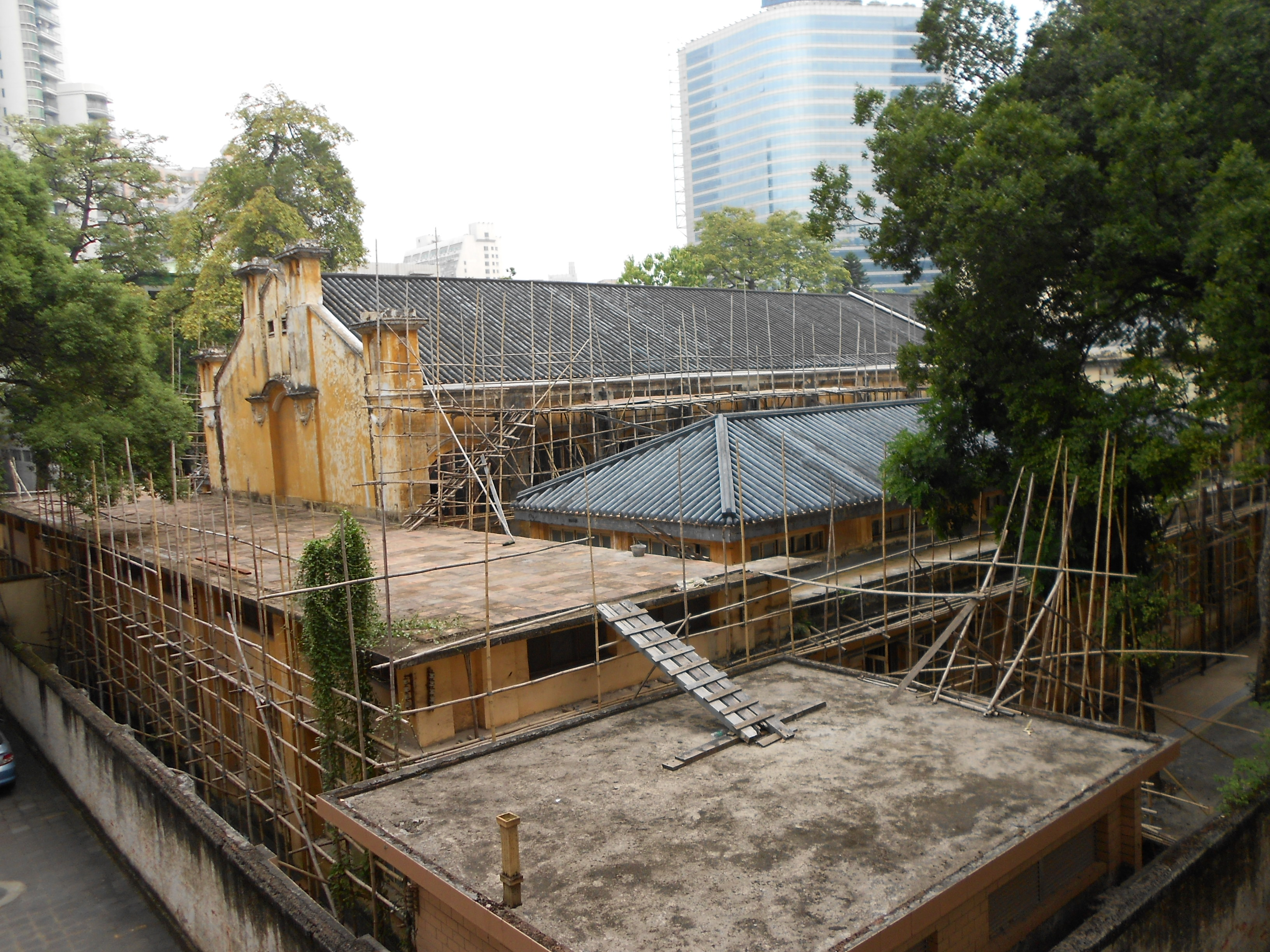
대회 건물 외관

중국국민당 제1차 전국대표대회(중국어: 中國國民黨第一次全國代表大會)는 중국국민당의 첫 전국대표대회로, 1924년 1월 20일부터 30일까지 중화민국 광둥성 광저우시에서 개최되었다.

## 결과
이 첫 대회를 통해 이전의 중화혁명당이 1919년 중국국민당(중국어 정체자: 中國國民黨)으로 재편되는 과정이 공식적으로 완료되었다. 또한 제국주의와 봉건주의에 맞서 싸우기 위한 정책 선언이 초안되었으며, 소련과의 동맹, 중국공산당과의 제1차 국공 합작이라는 세 가지 정책이 결정되었다. 이 첫 대회는 결국 북벌 이후 4년 뒤 중국의 통일로 이어졌다.
시간이 흐르면서 중국국민당(KMT)은 중국 본토에 대한 통제력을 잃었고, 중국 본토에서의 패배 이후 대만으로 후퇴했다. 1950년부터 1952년까지 국민당은 철저한 조직 개편을 거쳤다. 그 결과 1924년 이전의 재편성에서 비롯된 레닌주의적 기원이 갱신되었다. 이는 국민당 중앙개혁위원회의 도움으로 이루어졌다. 국민당 위원회는 정부와 사회에 대한 직간접적인 통제를 다양하게 만들어 의심할 여지 없는 지배권을 부여했다. 이는 결국 당원 모집과 지방 차원의 정치 개혁 시행이라는 두 가지 중요한 의제로 인해 당이 대만 주민들과 긴밀하게 상호 작용하게 만들었는데, 이는 본토에서는 결코 일어나지 않았던 일이었다.